# Tell Fecheriye
Tell Fecheriye, Tell el Fakhariya en afgeleide vormen, (letterlijk Schervenheuvel) is een archeologische vindplaats uit de oudheid in het bassin van de Khabur rivier in de provincie Al Hasakah in noordelijk Syrië. Het is vermoedelijk de locatie van Washshukanni, de hoofdstad van Mitanni.
Het omvat een totale oppervlakte van ca. 90 ha., waarvan ca. 12 ha op een hoger gelegen "bovenstad", en ca 78 ha op een lager gelegen "Benedenstad". De heuvel is daarmee een van de grootste in deze regio. Opgravingen en toevalsvondsten brachten hier het bewijs van een doorlopende bewoning vanaf vroeg in het 2e millennium v.Chr. tot aan de islamitische tijd rond 800 n.Chr., wat de vindplaats van cultuurhistorisch belang maakt voor de hurritisch-mitannische, middel-Assyrische, Arameïsche, neo-Assyrische, Perzische, Hellenistische, Romeins-Byzantijnse en vroeg islamitische periode in Noord-Syrië.

## Ligging
Het ligt aan de zuidrand van het dorpje Ras al-'Ayn, vlak bij de Turkse grens, in de noordelijke uitlopers van de Mesopotamische laagvlakte, in een vruchtbaar vlak gebied dat begrensd wordt door de heuvels van Karaça Dağ - Tur Abdin ongeveer 50 km naar het noordoosten. Zo'n 45 km naar het zuiden wordt het van de droge vlaktes afgeschermd door de Jebel 'Abd al-'Aziz. Naar het noordwesten gaat het over in het Anatolische hoogland via de vlakte van Harran en het hoogland van Şanlıurfa. Het ligt in een karstgebied met veel natuurlijke bronnen waaruit de Habur ontspringt. Het gebied is hierdoor altijd een rijk landbouwgebied geweest.

## De naam in de oudheid
De Arabische naam Ras al-Ayn betekent rivierbron en de plek is al heel lang als zodanig bekend. De Romeinen en Byzantijnen spraken van "Rhesaina" en de Assyrische veroveraar Adad-nirari II had het over Sikāni ša rēš ina Ḫābūr "Sikani aan de bron van de Habur". Voordat het gebied Assyrisch werd onder Tukulti-Ninurta I was het gebied het hartland van het Hurritische rijk Mitanni. Het is heel goed mogelijk dat de hoofdstad ervan was die als Waššukanni (of Uššukanni, Aššukanni) bekend stond. De identificatie van Sikani met Waššukanni is niet zeker, hoewel er wel bevestigende aanwijzingen zijn. Onderzoek aan kleitabletten die Mitanni naar Egypte gestuurd had, laat zien dat de klei waaruit ze vervaardigd zijn heel goed van deze plek afkomstig kan zijn.

## Opgravingen
Als eerste heeft Max Freiherr von Oppenheim het archeologische belang aangetoond, die de plek tijdens zijn opgravingen aan de Tell Halaf van 1911-1913 en 1927-1929 meerdere malen bezocht. In 1929 stuurt Oppenheim de architecten Felix Langenegger en Hans Lehmann naar de plek om een verkenning van de omvang en een topografische opmeting van de ruïneheuvel uit te voeren.
Het plan van Oppenheim om opgravingen te beginnen stuitte op de uitbraak van de Tweede Wereldoorlog. De Franse Mandaatautoriteiten verkozen het om de opgravingslicentie aan een Amerikaans team onder leiding van Caldwin McEwan van het Oriental Institute in Chicago en het Museum of Fine Arts in Boston te geven. De opgravingen begonnen in 1940, maar moesten in hetzelfde jaar weer gestaakt worden. Kort na het einde van de oorlog stierf McEwan, de opgraving werd niet meer gestart.
In 1955-1956 zoekt Anton Moortgat de tell op en voert hier twee testboringen uit, die echter niet tot het gewenste resultaat leidden, omdat ze geen aanwijzing gaven voor het vermoeden van Moortgat dat het hier Washshukanni betrof. De lagen uit de Mitanni-tijd kunnen echter wel archeologisch aangetoond worden.
Pas in 1979 wordt door de toevalsvondst van het beeld van een lokale Assyrische gouverneur uit de late 9e eeuw v.Chr./vroege 8e eeuw v.Chr. de discussie over de historische betekenis van Tell Fecheriye opnieuw gevoerd. De tweetalige, Assyrisch-Aramese inscriptie zegt dat het beeld voor de tempel van de weergod van Guzana in de stad Sikani opgesteld was. De vraag of het Sikani uit de IJzertijd overeenkomt met Washshukanni, de hoofdstad van Mitanni in de late Bronstijd, dringt zich opnieuw op. Een mogelijke bevestiging van de aanname dat Washshukanni op Tell Fecheiye te vinden is, levert de recent uitgevoerde petrografische analyse van de door Washshukanni aan het hof van Amenhotep III in Egypte gestuurde kleitablet uit het archief van de Amarna-brieven. Zij bewijst dat de klei waaruit deze tablet bestaat uit een geologische omgeving komt die karakteristiek is voor Tell Fecheriye.
Een andere historische dimensie in de opgravingen toont zich in de vondst van een Romeins monumentaal beeld uit de late 2e eeuw, dat in 1996 bij werkzaamheden aan de rand van de heuvel gevonden werd. Het beeld is gerelateerd aan een meer dan 70 ha grote stadsuitbreiding in de "Benedenstad", waar het mogelijk het Romeins-Byzantijnse Reaina betreft.
Het voorlopige eindpunt van de archeologische ondernemingen op Tell Fecheriye is de eenmalige in de herfst van 2001 door de Universiteit van Halle-Wittenberg en het Syrische bureau voor de oudheid onder plaatselijke leiding van Alexander Pruß en Abd al-Masih Bagdo uitgevoerde opgravingscampagne. Sinds 2006 worden nieuwe opgravingen van de Freie Universität Berlin onder leiding van Prof. Dr. Dominik Bonatz ter plaatse doorgevoerd.